# Rhabdochaeta formosana
Rhabdochaeta formosana är en tvåvingeart som beskrevs av Tokuichi Shiraki 1933. Rhabdochaeta formosana ingår i släktet Rhabdochaeta och familjen borrflugor.
Artens utbredningsområde är Taiwan. Inga underarter finns listade i Catalogue of Life.